# Bado Worku
Bado Worku (ur. 22 lipca 1988) – etiopski lekkoatleta, specjalista od długich dystansów.

## Osiągnięcia
- srebrny medal mistrzostw świata juniorów (bieg na 5000 m, Grosseto 2004)

## Rekordy życiowe
- bieg na 3000 m - 7:40,74 (2006)
- bieg na 5000 m - 13:18,08 (2005)